# Setnica (Polska)
Setnica – wieś w Polsce położona w województwie zachodniopomorskim, w powiecie wałeckim, w gminie Mirosławiec. 
W latach 1975–1998 miejscowość administracyjnie należała do województwa pilskiego.